# Батиста де Соуза, Артур Сержио
А́ртур Се́ржио Бати́ста де Со́уза (порт.-браз. Artur Sérgio Batista de Souza, 5 августа 1994, Абел-Фигейреду) — бразильский футболист, защитник.

## Клубная карьера
Начал заниматься футболом в клубе «ЖВ Лидерал», где обратил на себя внимание скаутов «Интернасьонала», куда и перебрался в июле 2013 года. Несколько лет нужны были молодому защитнику на адаптацию, после чего в 2015 году он при главном тренере Диего Агирре дебютировал на профессиональном уровне за клуб. Под руководством этого тренера карьера Артура в «Интере» складывалась очень неплохо. Он смог застолбить за собой место основного левого защитника клуба, проведя в бразильской Серии А более трех десятков матчей, но после прихода на тренерский мостик Аржелико Фукса, потерял статус основного игрока. С тех пор ездил по арендам — в 2017 году играл за «Понте-Прету» в Серии А, а в первой половине 2018 выступал за «Гремио Бразил» и «Крисиуму».
1 августа 2018 года перешел на правах свободного агента в полтавскую «Ворсклу», подписав контракт до конца 2020 года. Дебютировал в УПЛ 19 августа 2018 в матче с «Мариуполем» (2:1), выйдя в основном составе и отыграв весь поединок.